# Dženderizam
Dženderizam, genderismus i genderist je sistem kulturoloških stavova o binarnom polu, iz koga je nastao i „pogrdni naziv dženderist” za osobe određenih stavova, o rodnoj i polnoj ravnopravnosti, koje sebe u tom kontekstu ne sagledavaju. On je kao socijalni sistem nastao iz kulturološkog uverenje da je rod binarni: i da, postoje ili trebaju postojati samo dva pola - muški i ženski - s aspektima rodnog pola koji su inherentno povezani sa genetskim polom, ili polom dodeljenim po rođenju.
Uvođenje ovog termina ohrabruje episkop Vitus Huonder, koji iznosi sopstveni koncept, na temu „rod”, i u kome insistira na stavu da je rod steknut po rođenju, ili „rodnosti" primarni i da treba da ima tendenciju da bude „totalitarna" ideologija, za razliku od savremene ideologije čiji je cilj „prihvatiti svaki seksualni identitet jednakim”. Takvim gledanjem na različitosti, nastao je novi pojam dženderizam, zasnovan na verskoj ideologiji, homofobiji i pseudonauci, smatrajući da dženderisti krše „rodnost”, prirodu, naučna saznanje i hrišćanski poredak stvaranja. Time se zapravo želeo postići udar na strogost, uzdržanost, držanje telesnog u moralnim okvirima proverenim institucijom porodice i tradicionalnim socijalnim i ulogama određenim polom, odnosno u okvirima koje su formirale vera i kultura. Iako se u Njujorku, na primer, građanima ostavlja sloboda da biraju između 31-og markera za određivanje unutrašnjeg samoopredeljenja čoveka koja ne moraju da se podudaraju sa polom. Među njima su: bigendernost, androginost, interseksualnost, transgendernost, treći pol, šimejl, genderkvir i tako dalje.

## Opšta razmatranja
Ove relativno nove reči, dženderizam, genderismus i genderist, koji mnogi smatraju aktualnijim izrazom za ravnopravnost polova, su se proširile na nemačkom govornom području, i potom sve više se i danas šire na susedne zemlje poput Češke, Poljske i Hrvatske. U zemljama sa romanskim jezicima koriste se termin genderismo i genderista na takav način, kako se to čini u nemačkom i hrvatskom jeziku. Time je zapravo načinje pokušaj da se u prvi plan isturi ideja roda kao socijalnog konstrukta koja ima u vidu uzdizanje čoveka do nivoa Boga.

Termin „rod“ (engl. gender) nije sinonim pojma „pol“. Naprotiv, uveden je u upotrebu da bi ljudi bili odvojeni od tradicionalne polne pripadnosti koju pristalice feminističke teorije ne smatraju obavezujućom prirodnom determinantom. Međutim na engleskom govornom području uvodeći termin Gender Ideology — rodna ideologija, neki nastoje da ga poistovete sa dženderizmom, u pokušaju da ovu ideologiju predstave kao ideologiju bezglasnog naleta cunamija, prema pisanju Magazina Cicero, koji je rodnu ideologiju okarakterisao kao novim izumom čovečanstva i jednom vrstom totalitarnog komunizma na nivou ravnopravnosti polova, iako on nosi sasvim drugačije značenje nego što je to slučaj u hrvatskom, nemačkom, italijanskom, španskom, portugalskom, češkom, poljskom, litvanskom jeziku; pa tako i reč „dženderist” (nem. genderist) uopšte i nema isto značenje u engleskom jeziku, što proističe i iz definicije rodne ideologije ili Gender Ideology: 
Rodna ideologija se odnosi na stavove u vezi sa odgovarajućim ulogama, pravima i odgovornostima muškaraca i žena u društvu. Tradicionalne rodne ideologije naglašavaju vrednost karakterističnih uloga za žene i muškarce u kojima muškarci ispunjavaju svoju porodičnu ulogu kroz aktivnosti vjenčanja, a žene ispunjavaju svoje uloge putem aktivnosti domaćina i roditeljstva. Rodna ideologija se takođe odnosi i na društvena uverenja koja legitimišu rodnu nejednakost. Rodna ideologija nije varijabla koja se kreće od liberalne do konzervativne, umesto toga ona se odnosi na specifičnu vrstu vere koja podržava rodnu stratifikaciju.

### Dženderizam u LGBT zajednici
U okviru LGBT zajednice, dženderizam može pokušati stvoriti institucionalizovane strukture moći, i pojedince koji se identifikuju izvan tradicionalnih rodnih opredeljenja LGBT i mogu imati diskriminatorski stav koji ima za cilj, narušavanje odnosa unutar LGBT zajednice.
Većina ove diskriminacije proizilazi iz društvenih očekivanja o polu kojim se izražavaju u LGBT zajednici. Međutim, mnoge osobe sa LGBT orijentacijom, i mnoge grupe mladih aktivista nastoje da se bore protiv dženerizma pojedinca u okviru LGBT zajednice.

## Dženderizam na globalnom nivou
Pokret protiv polova pojavio se u Evropi početkom 2010-ih i od 2019. napredovao je u Latinskoj Americi.  Pokret je transnacionalan, sa kampanjama u različitim zemljama koje pozajmljuju strategije i retoriku od drugih zemalja. Međutim, u pojedinim zemljama antirodni pokret se preklapa sa pozivanjem na nacionalizam i nacionalni suverenitet.
Pored katolicizma, antirodnu retoriku koriste i drugi hrišćani, konfucijanci, hindusi, muslimani i Jevreji.

## Suprotstavljeni stavovi
Prema prof. dr sc. Ivanu Poljakoviću iz Hrvatske, koji je zbog svojih stavova po ovom pitanju suspendovan sa fakulteta:
dženderizam je najperfidniji, najpodmukliji i najopasniji totalitarizam u istoriji ljudskog roda. Tri su njegove najvažnije odlike: laž, neprepoznatljivost, i postupnost. Naravno, strategija dženderizma je potpuno drugačija od fašizma i komunizma pa ga je i stoga teško prepoznati. Dokaz tome je to što u Hrvatskoj još uvijek vrlo malo ljudi razume samu bit dženderizma. To se videlo i na tumačenju i prijeporima oko Istanbulske konvencije. Njena svrha uopšte nije zaštita žena od nasilja, već isključiva i jedina svrha te konvencije je stvoriti zakonski okvir za daljnje promicanje dženderizma i stezanje omče oko vrata hrvatskom narodu. Priča oko zaštite žena je samo kamuflaža.

Primena termina dženderizam, ima i svoje protivnike. Tako Kathrin Meyer - profesorka na Fakultetu u Bazelu i koordinatorica Mreže rodnih studija u Švajcarskoj (Netzwerk Gender-Studies Schweiz) - skreće pažnju „da se pretraživanjem interneta reč „genderismus” često može naći u propovedima raznih biskupa i kod konzervativnih inicijativa za zaštitu porodice”. Kako K. Meyer u svom stavu navodi - 
Judith Butler je dokazala kako je podela na muškarce i žene lišena biološkog osnove, i da svet treba sagledavati sa više od dva roda.
 Stoga K. Meyer smatra protivnike ideja J. Butler (koji koriste reč „dženderizam”) „verskim konzervativcima” koji svojim protivljenjem idejama koje dolaze iz mnogih rodnih studija - prema Meyerovoj - 
dovode u pitanje standarde prihvaćene u nauci, što je za savremena društva u svetu nedopustivo.

## Spoljašnje veze
Mediji vezani za članak Dženderizam na Vikimedijinoj ostavi

- Dženderizam - cilj je poništenje muškarca i žene!
- Rodna ideologija - put u tvrdi totalitarizam